# 미하이 핀틸리
미하이 도루 핀틸리(루마니아어: Mihai Doru Pintilii, 1984년 11월 9일 ~ )는 루마니아의 전 축구 선수로, 포지션은 수비형 미드필더 또는 박스-투-박스 미드필더이다.

## 수상

### 클럽
- 스테아우아 부쿠레슈티:
  - 리가 I: 2012–13, 2013–14
  - 수페르쿠파 루메이니: 2013
- 알힐랄:
  - AFC 챔피언스리그 준우승: 2014